# Peristethium colombianum
Peristethium colombianum är en tvåhjärtbladig växtart som beskrevs av Kuijt. Peristethium colombianum ingår i släktet Peristethium och familjen Loranthaceae. Inga underarter finns listade i Catalogue of Life.